# Đấu phá thương khung (tiểu thuyết)
Đấu phá thương khung (tiếng Anh: Fights Break Spheres, tiếng Trung: 斗破苍穹, bính âm: Dòupò Cāngqióng) là một tiểu thuyết trực tuyến thuộc thể loại kỳ ảo của tác giả Thiên Tàm Thổ Đậu, được xuất bản trên nền tảng Qidian. Tác phẩm đã thu hút hơn 140 triệu lượt xem trên trang web, trở thành tiểu thuyết đầu tiên của Qidian đạt được cột mốc này. Ngoài ra, Đấu Phá Thương Khung còn được chuyển thể thành phim hoạt hình (2009-2011), truyện tranh (2012) và bộ phim cùng tên vào năm 2018.
Tiểu thuyết ban đầu được đăng tải trên các nền tảng văn học trực tuyến như QQ Reader và Start Chinese (ReadWrite Group). Tính đến nay, tác phẩm đã thu hút 10 tỷ lượt truy cập trên internet. Cuốn tiểu thuyết đã nhận được nhiều giải thưởng văn học, bao gồm vị trí trong "Danh sách giá trị IP Trung Quốc - Top 10 Văn học mạng" năm 2016 và vị trí đầu bảng "Cat Film - Hurun Original Literature IP Value List" năm 2017.
Quá trình quay phim truyền hình được công bố vào tháng 1 năm 2017. Bộ phim được phát sóng trên Đài Truyền hình Vệ tinh Hồ Nam từ ngày 3 tháng 9 năm 2018. Tencent Video cũng đồng thời phát hành bộ phim trên nền tảng trực tuyến.

## Trò chơi
Fights Break Spheres: The Strange Fire Reignited là một trò chơi nhập vai trực tuyến nhiều người chơi (MMORPG) 3D do Tencent phát triển và phát hành. Trò chơi đã được ra mắt thử nghiệm công khai vào ngày 10 tháng 1 năm 2020.

## Đón nhận
Trong một bài báo, Vương Giai Hà, phó giáo sư khoa Ngoại ngữ, Đại học Sư phạm Nội Giang, đã nghiên cứu bản dịch tiếng Anh của tiểu thuyết "Fights Break the Sky". Bà nhận định nhân vật chính Tiêu Viêm mang hình tượng dũng cảm và trưởng thành, phù hợp với thị hiếu của độc giả đa dạng. Bà cũng chỉ ra rằng cấu trúc của tiểu thuyết, kết hợp giữa yếu tố văn hóa Trung Quốc và phương Tây, đã tạo nên sức hấp dẫn cho bản dịch tiếng Anh, đồng thời góp phần vào sự phát triển của văn học đại chúng, đặc biệt là tiểu thuyết trực tuyến.